# Björn Johansson
Björn Johansson (n. 10 septembrie 1963, Vänersborg, Älvsborg County⁠(d), Suedia) este un ciclist de performanță ce a reprezentat Suedia, medaliat olimpic. A participat la o ediție a Jocurilor Olimpice (1988) în care a câștigat o medalie de bronz.

## Participări
Lista de mai jos prezintă principalele competiții la care a participat Björn Johansson de-a lungul carierei.
- cycling at the 1988 Summer Olympics – men's team time trial[*]